# Eduard Einschlag
David Eduard Einschlag, né le 28 février 1879 à Leipzig et déclaré mort le 8 mai 1945, est un peintre et graveur allemand. Il est considéré comme l'un des principaux représentants des impressionnistes de Leipzig.

## Biographie
Eduard Einschlag naît le 28 février 1879 à Leipzig.
Il est le fils du comptable Joseph Einschlag (1849-1934). Son père est membre honoraire de la Sing-Akademie de Leipzig et cofondateur du Schubertbund de Leipzig.
Il travaille d'abord pendant une courte période dans l'entreprise de son père dans le domaine commercial, avant d'entrer à l'Académie royale des arts et métiers et à l'École des arts appliqués de Leipzig pour être formé par Ludwig Nieper (1826-1906). Après le tournant du siècle, Eduard Einschlag passe à l'Académie des Arts de Munich, où il étudie l'art de la gravure avec Peter Halm (1854-1934). Il s'inscrit ensuite à l'Académie des arts de Berlin, où il devient l'élève de Karl Köpping (1848-1914).
En 1908, une nature morte d'Eduard Einschlag est mise en vente à l'Exposition d'art de Berlin.

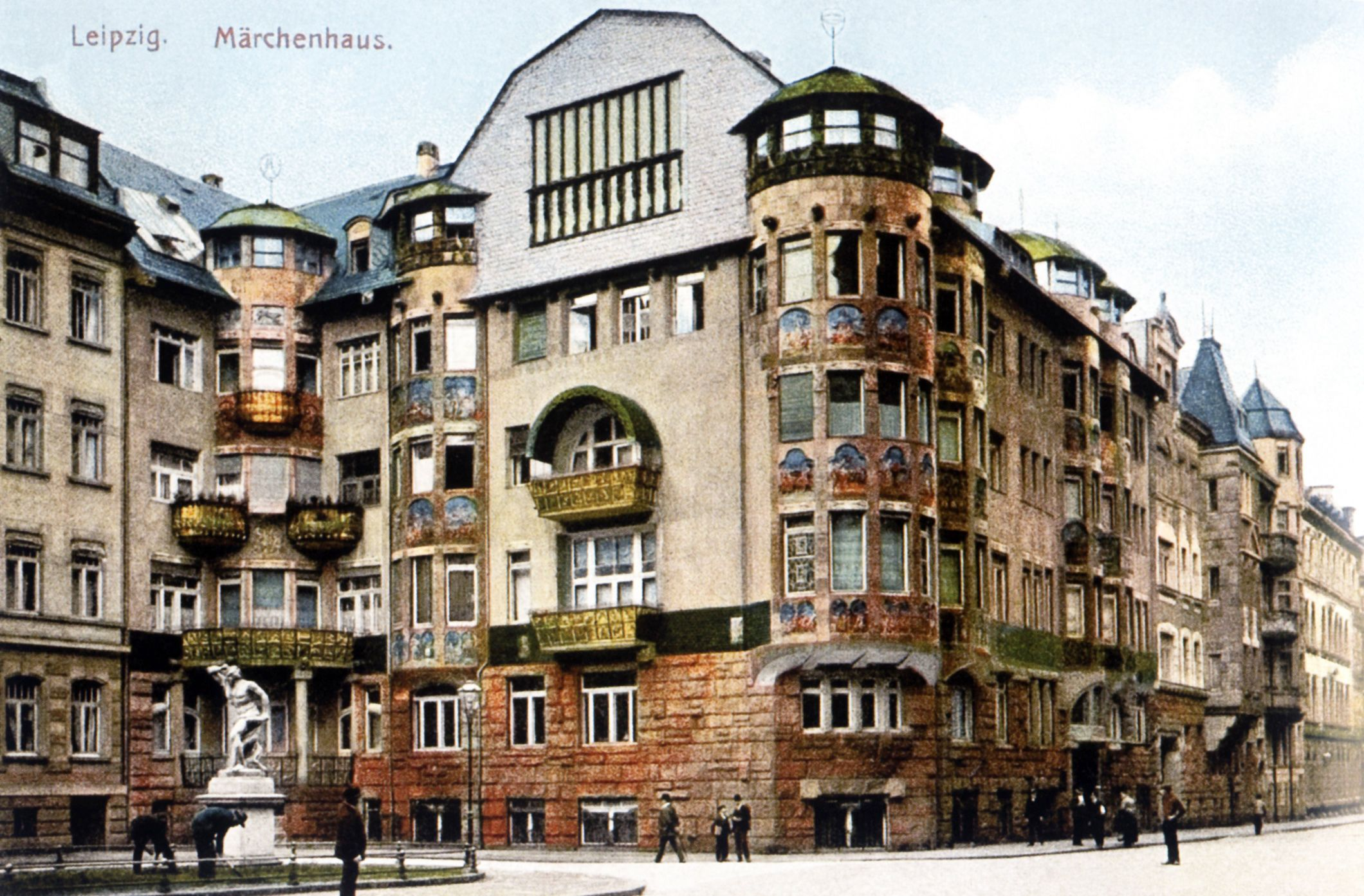
Märchenhaus, son lieu de résidence 1912-1938.

En 1909, Einschlag se rend à Paris pour y suivre une formation complémentaire. L'année suivante, il retourne à Leipzig, où il travaille désormais. C'est là qu'il vit d'abord au 29 Weststraße (depuis 1945, Friedrich-Ebert-Straße). Après avoir épousé Louise née Croner (1883-1945), le couple s'installe en 1912 dans un appartement avec un atelier au dernier étage du bâtiment appelé Märchenhaus, au 28 Thomasiusstraße. Le peintre Rüdiger Berlit (de) (1883-1939) est un voisin pendant plus de 25 ans.
À Leipzig, Einschlag devient membre de la Sécession de Leipzig, du Deutscher Künstlerbund et cofondateur de la Verein Leipziger Jahresausstellung (LIA), pour laquelle il organise plusieurs expositions.
En 1914, il reçoit la médaille d'or de l'État au Bugra. En 1926, il participe à la Biennale de Venise.
À l'époque du national-socialisme, Eduard Einschlag subit des représailles en tant que Juif. D'après la loi, il est désormais citoyen polonais en raison de l'origine de sa famille. En novembre 1938, le couple Einschlag est déporté à la frontière polonaise dans des wagons avec 5 000 autres citoyens de Leipzig et vit dans le ghetto de Varsovie jusqu'à leur déportation. Le reste de leur vie est aujourd'hui inconnu ; ils ont probablement été assassinés dans le camp d'extermination de Treblinka. En 1966, ils ont tous deux été déclarés morts le 8 mai 1945.
En 2008, trois peintures, dont l'autoportrait, et d'autres feuilles graphiques ont été restituées par le Musée des Beaux-Arts de Leipzig à ses héritiers vivant en Israël.
Max Schwimmer (de) (1895-1960) a évalué Eduard Einschlag en 1959 comme suit : « Eduard Einschlag était une figure de proue de la scène artistique de Leipzig, et même allemande. Il a eu beaucoup de succès en tant que peintre et graphiste et était considéré parmi les artistes comme une personnalité stimulante et importante. La jeunesse artistique le vénérait et l'admirait. Il était membre du Deutscher Künstlerbund et du conseil d'administration de la LIA (Exposition annuelle de Leipzig), fondée par Max Klinger. Le directeur général des galeries berlinoises, le conseiller privé Dr. Bode, a apprécié ses hautes compétences et a fait produire par lui, à l'aide de techniques graphiques, divers chefs-d'œuvre de l'art néerlandais du XVIIe siècle. Einschlag a étudié à Munich, Berlin et Paris. Son assassinat par les nazis a profondément ému et effrayé tous les artistes décents de Leipzig ».

## Œuvres
- Junge Frau mit Cape, Gravure (1901)
- Russischer Bauer, Gravure (1903)
- Weiblicher Akt, huile sur toile (1909)
- Bildnis des Bildhauers Schlosser, dessin (1909)
- Akt am Sessel, Gravure (1913)
- Kinderporträt, charbon/pastel (1917)
- Am Fenster, Holzschnitt (1918)
- Stillleben mit Krügen und Früchten, huile sur toile (1924)
- Früchte, huile sur toile (1925)
- Portrait de Karl Sudhoff, huile sur toile (1928)
- Blumen-Stillleben, huile sur toile (1928)
- Selbstporträt, huile sur toile (vers 1930)
- Stillleben mit Früchten, Noten und barockem Engel, huile sur toile (1934)
- Portrait de Barnet Licht (de), peinture au pastel
- Portrait de Hans Driesch, Gravure
- Männerbildnis (d'après Rembrandt), Gravure

## Galerie

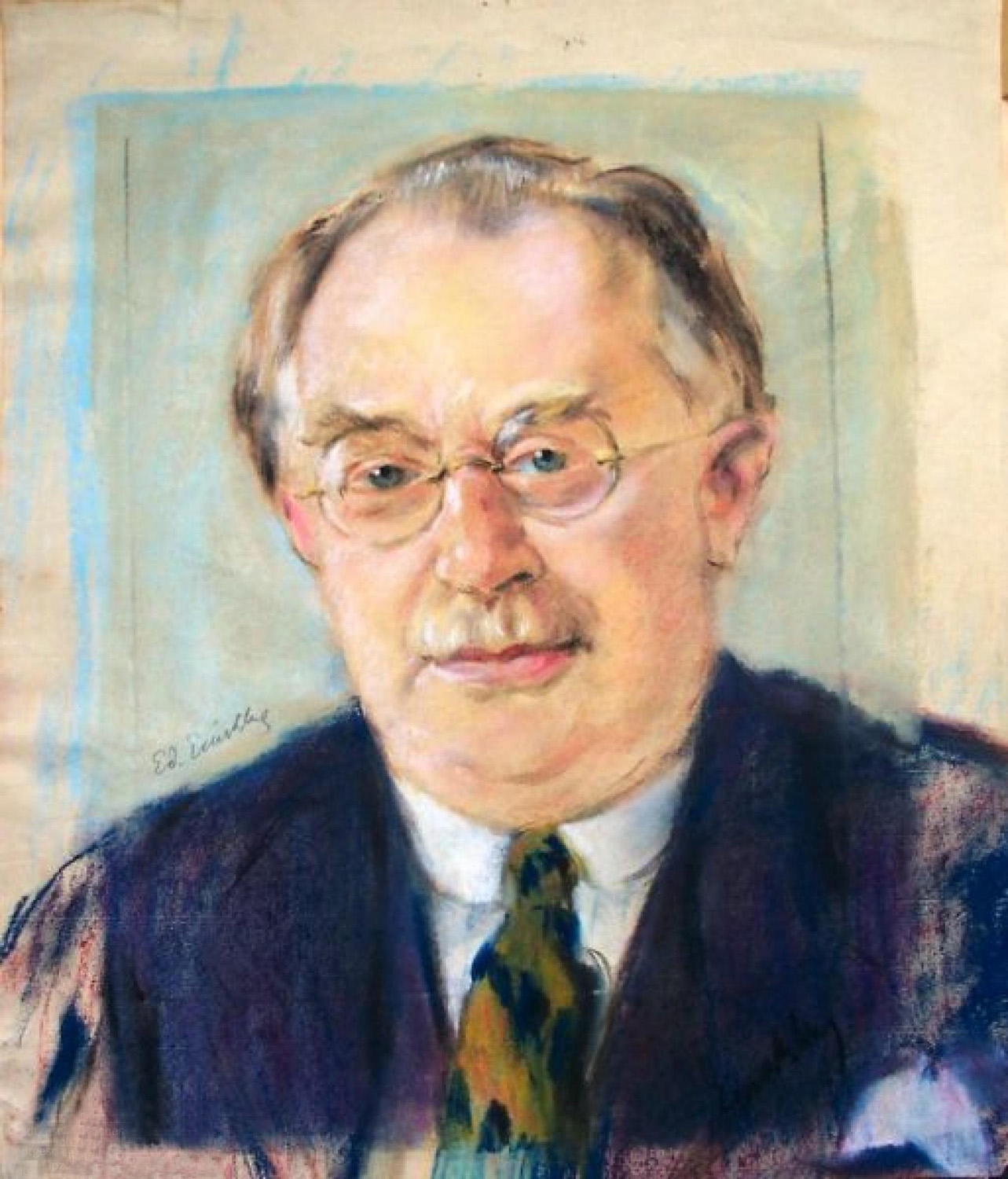
Barnet Licht peinture au pastel
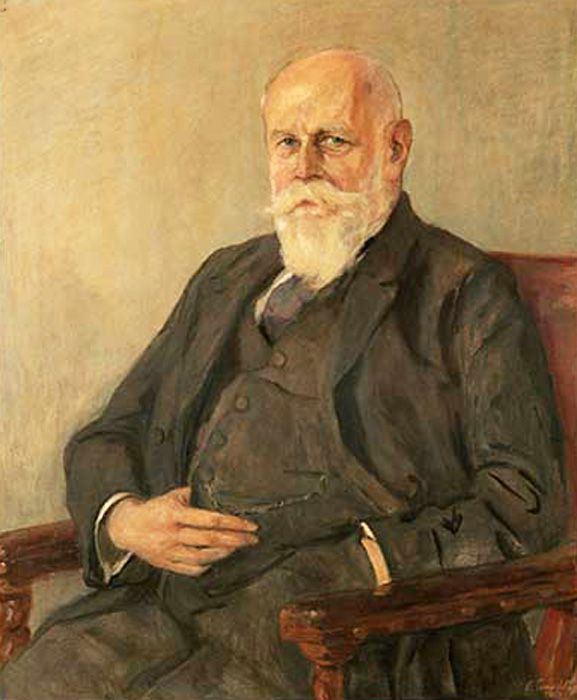
Karl Sudhoff huile sur toile
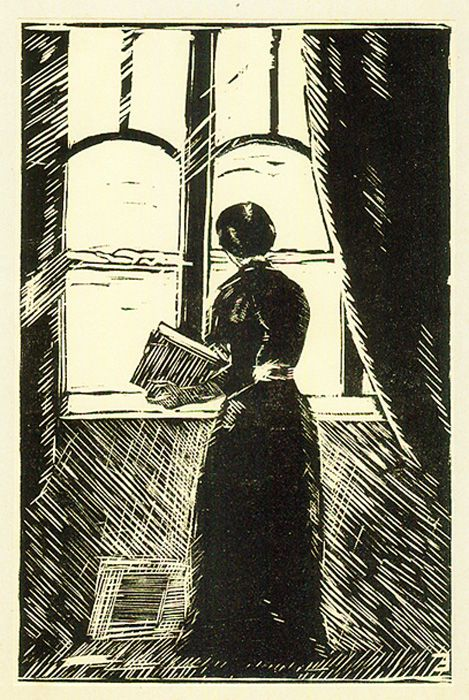
Am Fenster Gravure sur bois
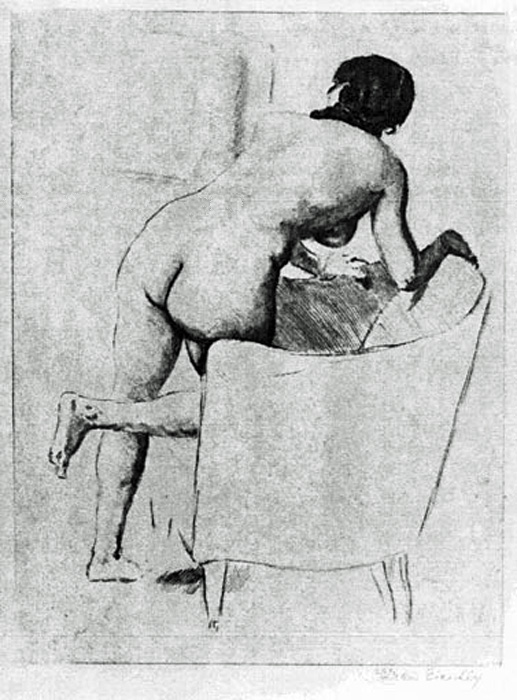
Akt am Sessel Gravure
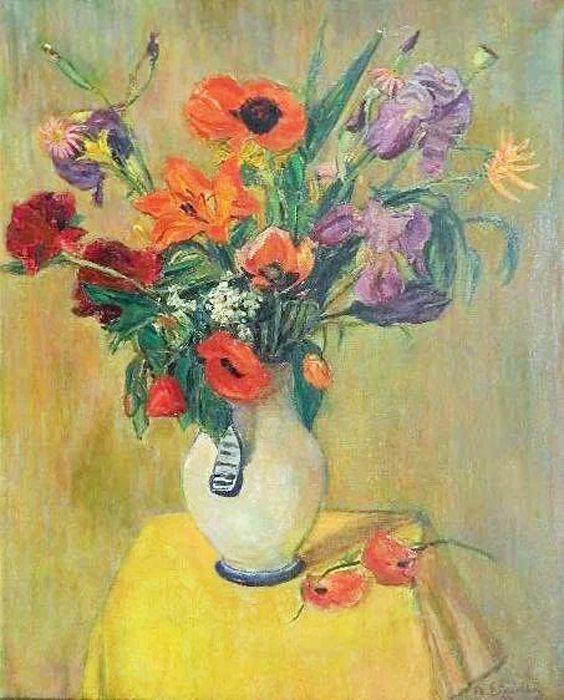
Blumen-Stillleben huile sur toile
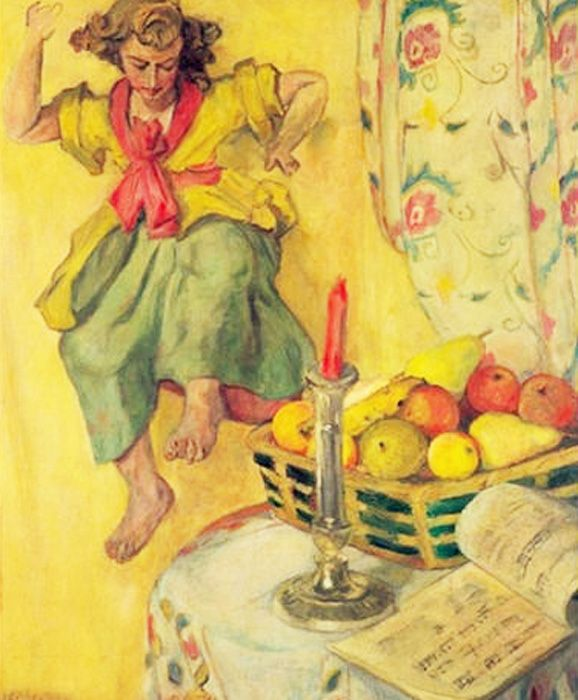
Früchte und Barockengel huile sur toile